# شهرستان دهر
ناحیهٔ دهر (به عربی: مدیریة دهر) یک ناحیه در یمن است که در استان شبوه واقع شده‌است.
ناحیهٔ دهر ۹٬۹۲۷ نفر جمعیت دارد.